# Tulipa saxatilis
Tulipa saxatilis är en liljeväxtart som beskrevs av Franz e Wilhelm Sieber och Spreng.. Tulipa saxatilis ingår i släktet tulpaner, och familjen liljeväxter.

## Underarter
Arten delas in i följande underarter:
- T. s. bakeri
- T. s. saxatilis

## Bildgalleri

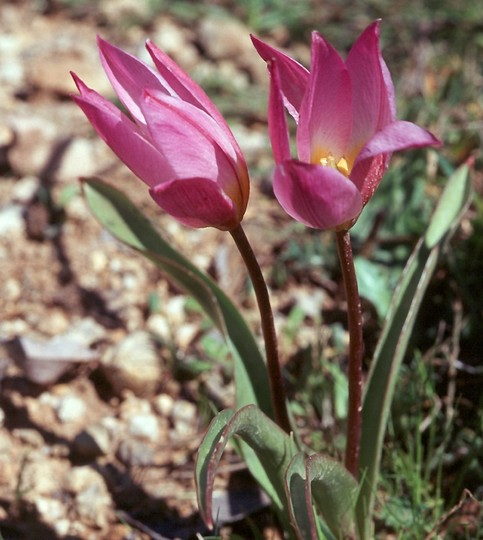
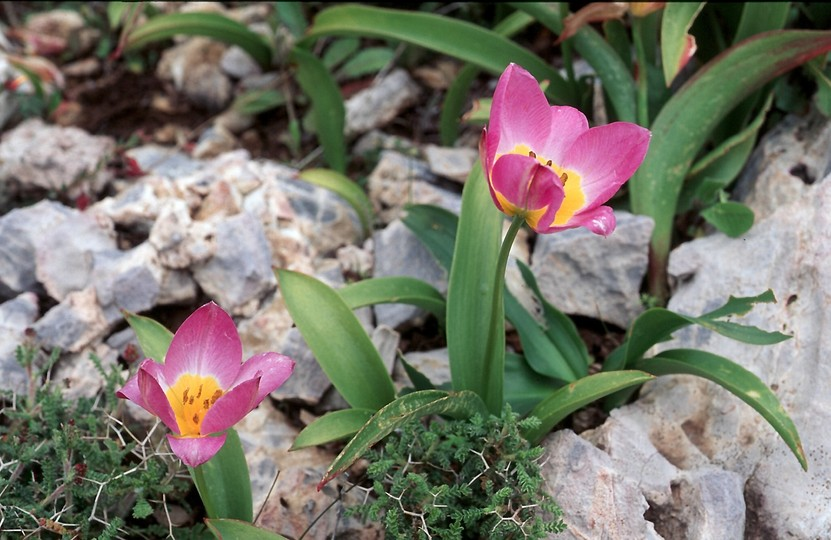